# Who's Who in Hogg Hollow
Who's Who in Hogg Hollow (o Who's Who in Hogg's Hollow) è un cortometraggio muto del 1914. Il nome del regista non viene riportato nei credit del film.

## Produzione
Il film fu prodotto dalla Vitagraph Company of America.

## Distribuzione
Distribuito dalla General Film Company, il film - un cortometraggio in una bobina - uscì nelle sale cinematografiche statunitensi il 18 dicembre 1914.